# 1214 км (зупинний пункт)
1214 кілометр — пасажирський залізничний зупинний пункт Одеської дирекції Одеської залізниці на лінії Колосівка — Чорноморська.
Розташований на південній околиці міста Березівка, Березівський район Одеської області між станціями Березівка (6 км) та Раухівка (9 км).
На платформі зупиняються приміські поїзди.